# La Chaux-des-Breuleux
Pour les articles homonymes, voir La Chaux.
La Chaux-des-Breuleux est une ancienne commune et une localité de la commune des Breuleux, située dans le district jurassien des Franches-Montagnes, en Suisse. Le village se trouve à 1 016 mètres d'altitude à la frontière Jura - Berne.

## Histoire
Le village de La Chaux-des-Breuleux, attesté en 1397, relève à cette époque du chapitre de Saint-Imier. Communauté indépendante dès le XVe siècle. La Communauté fut remise en fief en 1528 à la communauté des Breuleux. Malgré sa petite taille, elle fait partie de la seigneurie des Franches-Montagnes jusqu'en 1792. Elle est ensuite rattachée aux départements du Mont-Terrible (1793-1800), puis du Haut-Rhin (1800-1814), avant d'être englobée dans le bailliage des Franches-Montagnes et, enfin, le district des Franches-Montagnes,. En 1978, ce dernier est l'un des trois districts qui forme le nouveau canton du Jura.
Le 5 avril 2019, la commune de La Chaux-des-Breuleux a accepté à 81,4% la fusion avec la commune des Breuleux. La fusion a pris effet le 1er janvier 2023 .

## Géographie
La Chaux-des-Breuleux a une superficie de 4,05 km2. Sur cette superficie, 2,86 km2 ou 70,6 % sont utilisés à des fins agricoles, tandis que 0,94 km2 ou 23,2 % sont boisés. Sur le reste du territoire, 0,14 km2 (35 acres) ou 3,5 % sont aménagés (bâtiments ou routes), 0,01 km2 (2,5 acres) ou 0,2 % sont des rivières ou des lacs et 0,12 km2 (30 acres) ou 3 % est improductif.
Les logements et les bâtiments ont représenté 1,7 % de la surface bâtie et l’infrastructure de transport 1,2 %. Sur les terres forestières, 18,3 % de la superficie totale est fortement boisée et 4,9 % est recouverte de vergers ou de petites grappes d’arbres. 10,1 % des terres agricoles sont utilisées pour la culture, 33,1 % pour les pâturages et 27,4 % pour les pâturages alpins.
La commune est située dans le district des Franches-Montagnes, à une altitude de 1 016 m (3 333 ft) à la frontière entre le canton du Jura et Berne.

## Politique
La Chaux-des-Breuleux est une commune suisse du canton du Jura, située dans le district des Franches-Montagnes.
Les municipalités de La Chaux-des-Breuleux et Les Breuleux envisagent une fusion, un scrutin populaire des deux communes est prévu le 19 mai 2019. Si la fusion des deux communes est acceptée, l'entrée en souveraineté de la nouvelle entité se fera au 1er janvier 2023.
En juillet 2012, les habitants de la commune acceptent d'être intégrés au parc naturel régional du Doubs.

## Religion
La Communauté releva de la paroisse de Montfaucon puis de celle de Saignelégier jusqu'à son rattachement en 1661 à la fondation de celle des Breuleux.

## Population et société

### Gentilé et surnom
Les habitants de la commune se nomment les Chaliers (Tchâlie en taignon).
Ils sont surnommés les Fourmis.

### Démographie
La population de La Chaux-des-Breuleux s'est élevée à 166 habitants en 1850, 208 en 1900, 211 en 1920, 132 en 1950, 82 en 1980 et 98 en 2000.

## Économie
La Chaux-des-Breuleux est un village à prédominance agricole avec des exploitations laitières et d'élevage de bovins et chevaux. Il n'y a pratiquement pas d'emplois en dehors du secteur primaire.
Au XIXe siècle, des paysans deviennent aussi horlogers, des composants de montres ou des montres ont été fabriquées à La Chaux-des-Breuleux. L'année 1913 est marquée par l'arrivée du chemin de fer et l'ouverture d'une poste.
La tourbière a été exploitée, à l'est du village, jusqu'en 1966. En 1918, une partie des tourbières est vendue par la commune à la Société d l'industrie chimique de Bâle. En 1974, la tourbière devient une réserve naturelle.
Depuis 2000, le camping Les Cerneux (4 étoiles) est créé au sud de la commune.

## Transports
La commune de La Chaux-des-Breuleux est desservie par la ligne Le Noirmont – Tramelan – Tavannes des Chemins de fer du Jura depuis décembre 1913.